# 鴨脷洲邨
鴨脷洲邨，項目編號為HK01，是香港的公共屋邨之一，位於香港南區鴨脷洲北部，是由香港房屋委員會負責屋邨管理，該屋邨起初所有住宅大廈的2樓及最頂層都沒有升降機到達（但後來所有住宅大廈都為其中一部升降機加停二樓出口，唯於消防模式時不停二樓）。該邨的前身是鴨脷洲漁民墳場。
島上另一公共屋邨 - 利東邨（簡稱「東邨」）落成之後，島上居民多將本邨返稱為「西邨」。

## 歷史
鴨脷洲邨原址為鴨脷洲墳場，1914年啟用。該墳場於1950年代由政府收回土地。為配合1970年代十年建屋計劃，港府於該地興建鴨脷洲邨。

## 屋邨資料

### 樓宇
| 樓宇名稱（座號） | 樓宇類型                      | 落成年份 | 樓宇層數 （住宅層數） | 每層伙數                   | 每座單位總數（伙） | 建築師       | 承建商                   | 提供升降機的廠商 （更換前） | 提供升降機的廠商 （更換後） | 期數 |
| ---------------- | ----------------------------- | -------- | --------------------- | -------------------------- | ------------------ | ------------ | ------------------------ | --------------------------- | --------------------------- | ---- |
| 利怡樓（A座）    | 舊長型 （中央走廊式，連接 I） | 1981年   | 18 (17)               | 32                         | 544                | 房屋署建築師 | 安利（蕭氏）建築有限公司 | 東芝                        | 三菱電機                    | 2    |
| 利寧樓（B座）    | 舊長型 （中央走廊式，連接 I） | 1981年   | 18 (17)               | 32                         | 544                | 房屋署建築師 | 安利（蕭氏）建築有限公司 | 東芝                        | 三菱電機                    | 2    |
| 利澤樓（C座）    | 三連座工字型 （第一代設計）   | 1980年   | 28（高座) 26（低座）  | 45（2-26樓） 15（27-28樓） | 1155               | 房屋署建築師 | 安利（蕭氏）建築有限公司 | 東芝                        | 三菱電機                    | 1    |
| 利添樓（D座）    | 舊長型 （中央走廊式，連接C）  | 1980年   | 19 (18)               | 40                         | 720                | 房屋署建築師 | 聯星建築有限公司         | 快高靈                      | 三菱電機                    | 1    |
| 利褔樓（E座）    | 雙連座工字型 （第二代設計）   | 1982年   | 28（高座） 26（低座） | 30（2-26樓） 15（27-28樓） | 780                | 房屋署建築師 | 順成建築                 | 快高靈                      | 三菱電機                    | 3    |
| 利滿樓（F座）    | 雙連座工字型 （第二代設計）   | 1982年   | 28（高座） 26（低座） | 30（2-26樓） 15（27-28樓） | 780                | 房屋署建築師 | 順成建築                 | 快高靈                      | 三菱電機                    | 3    |

### 商店
2018年，基滙資本向領展購入鴨脷洲邨商舖。

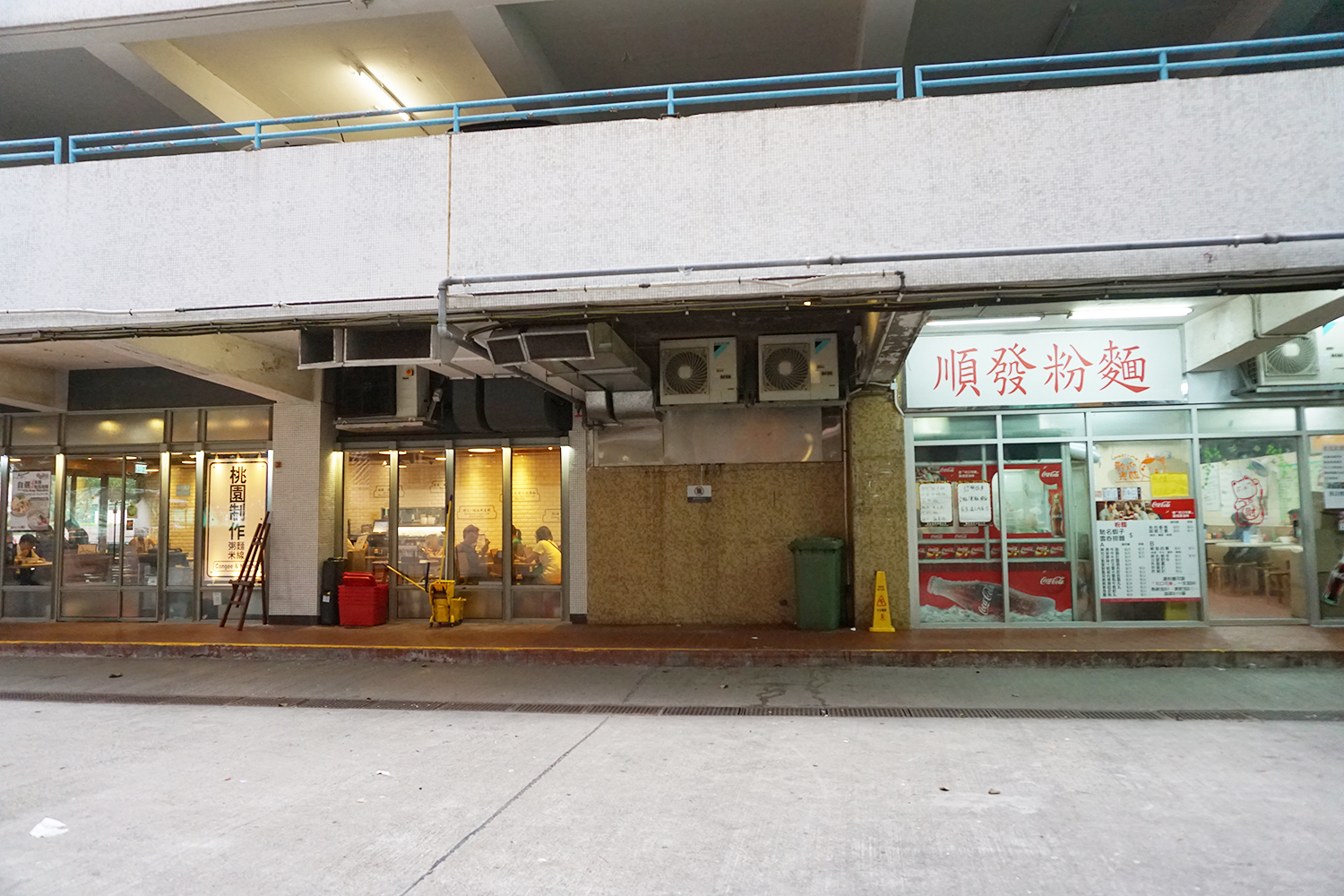
停車場商店（2）
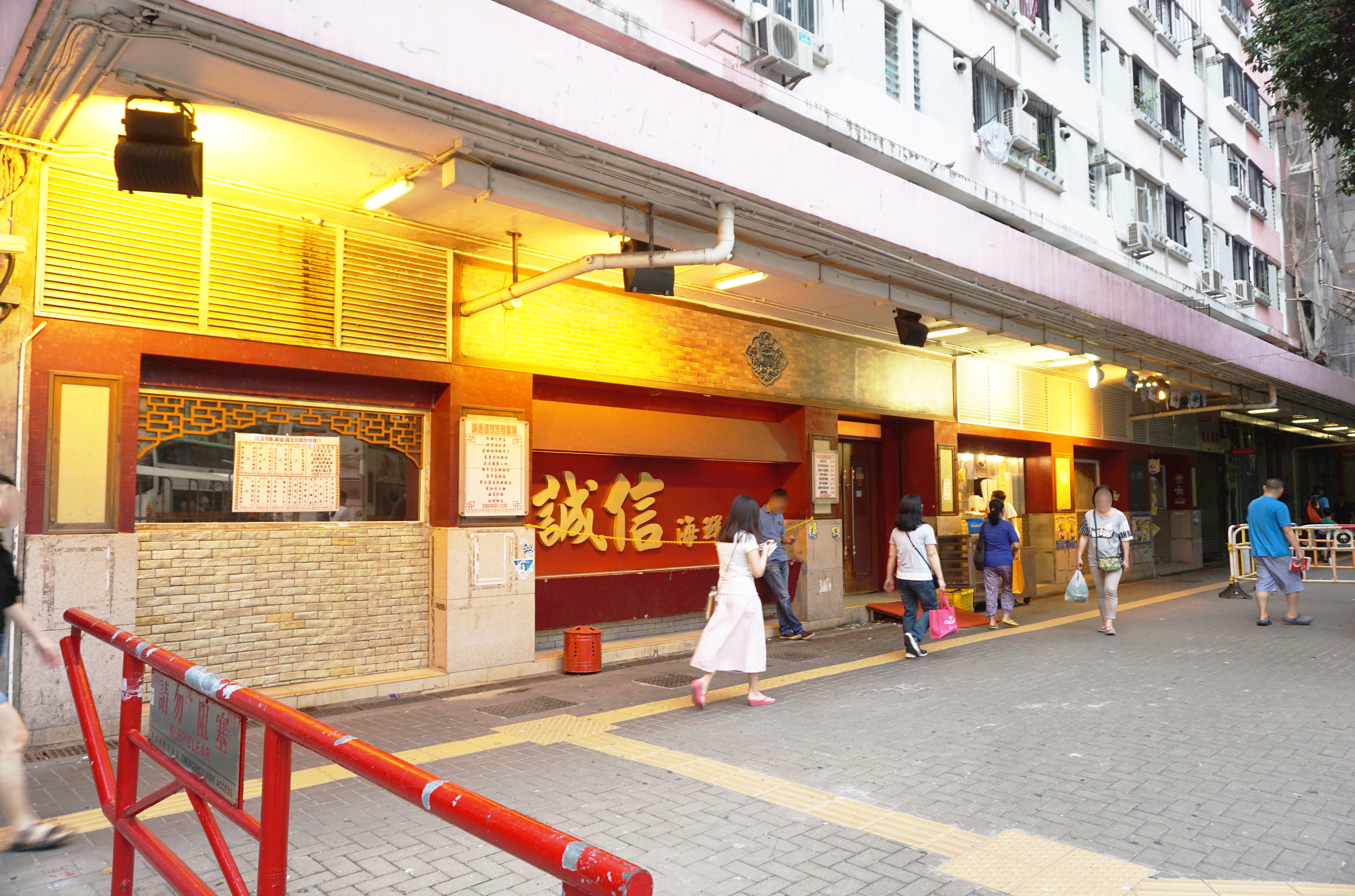
酒樓（已結業）原址於2025年改為荷里活雞鍋
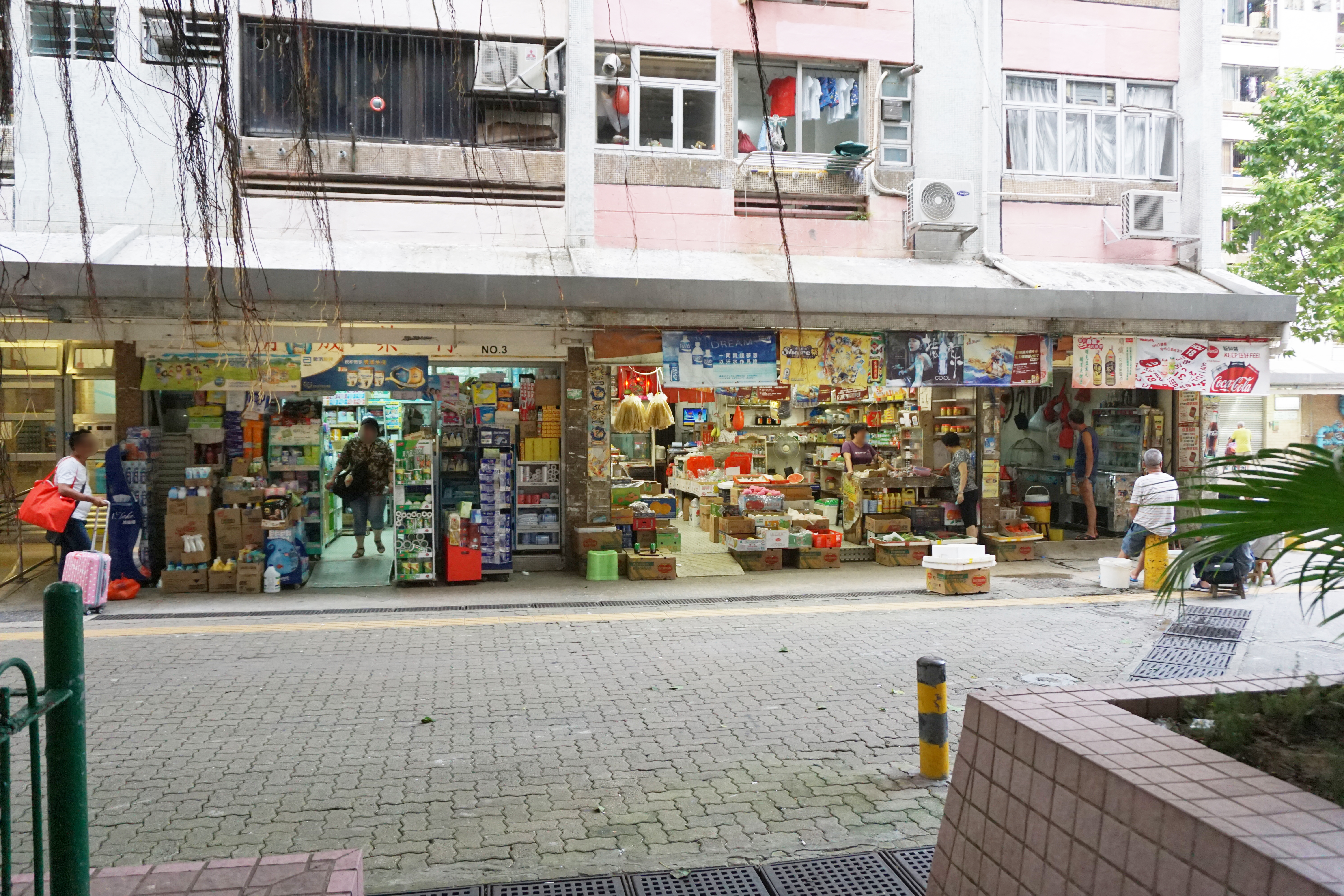
利滿樓地舖
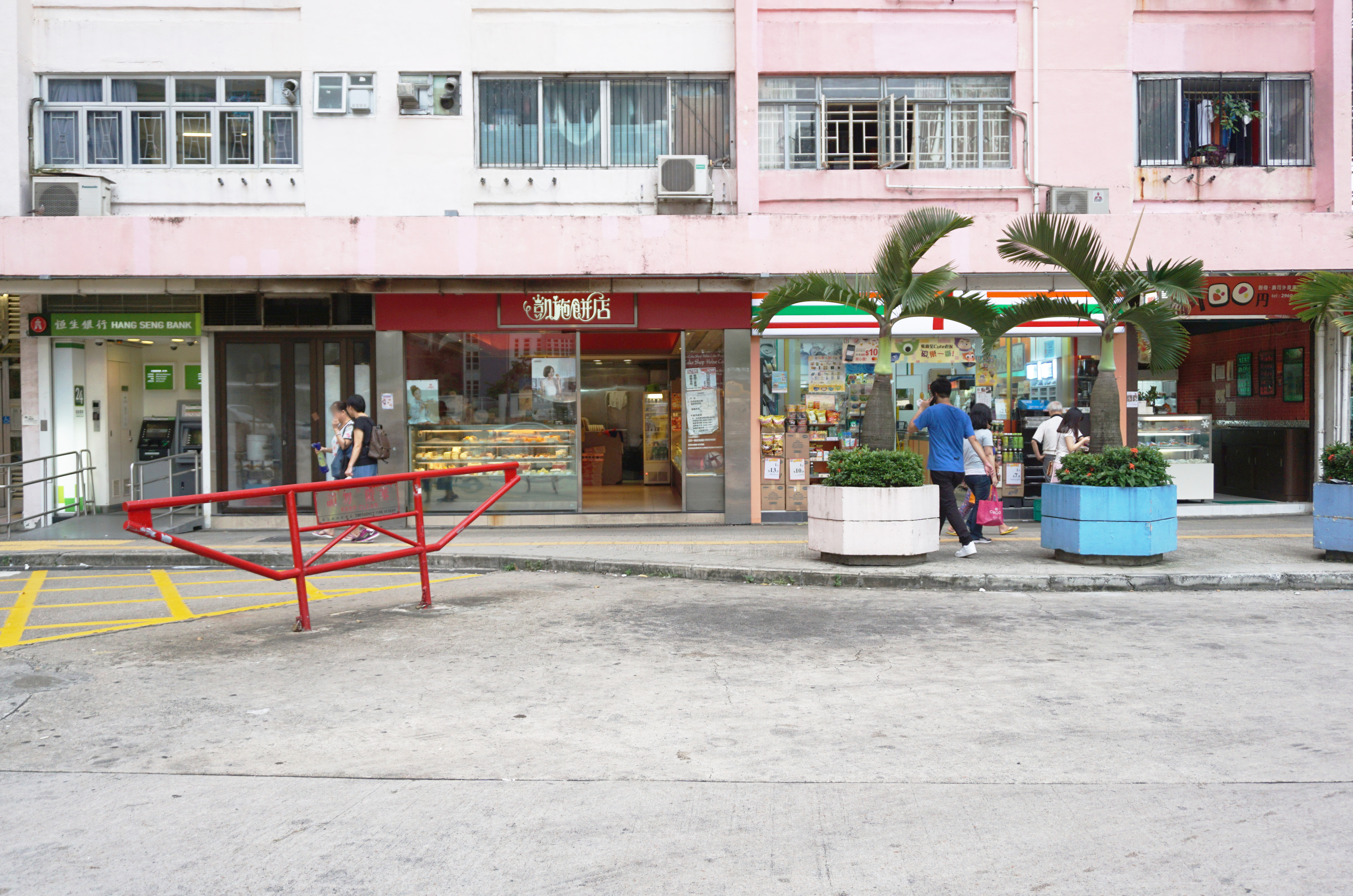
利澤樓東南面地舖
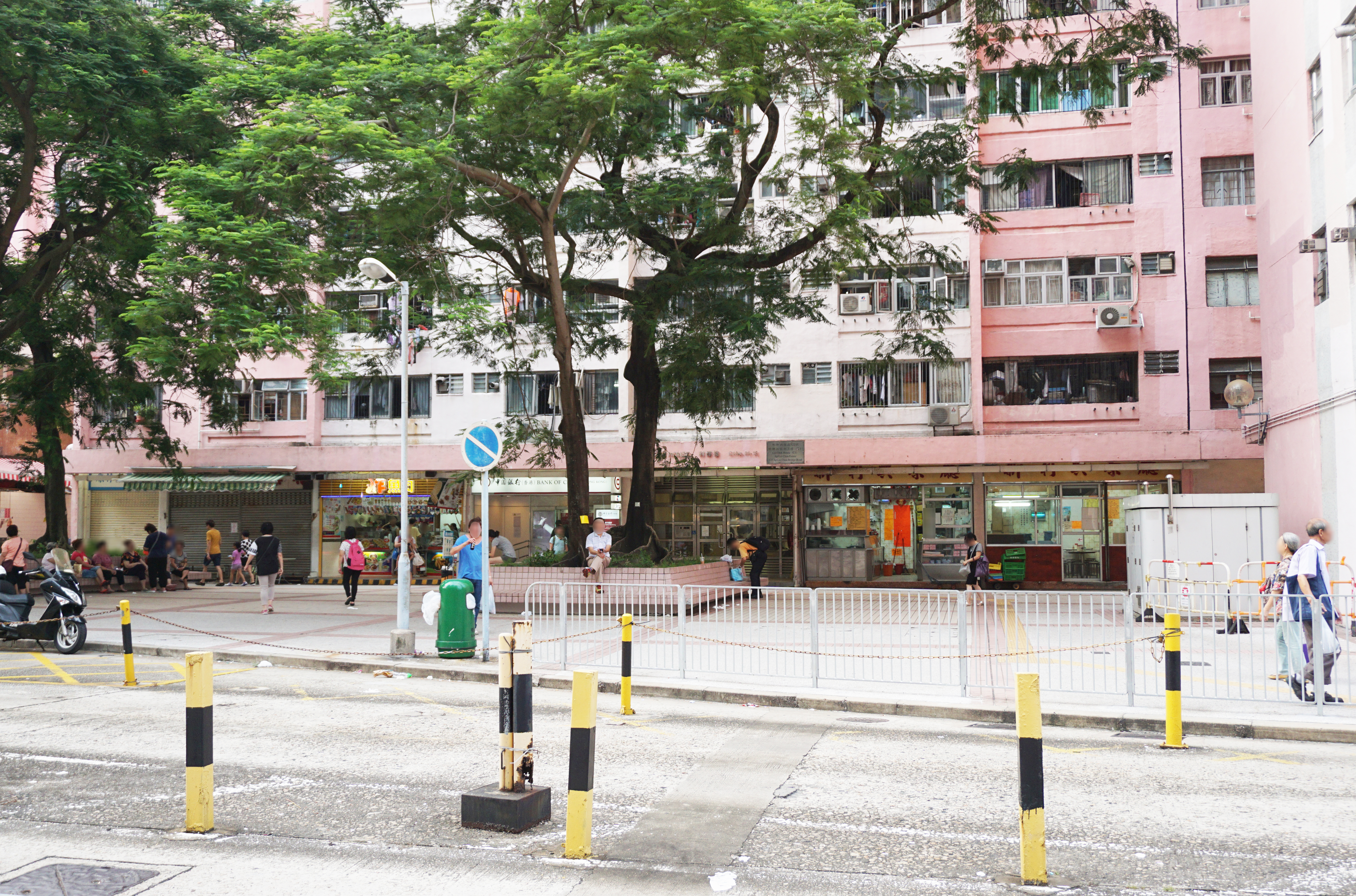
利澤樓西南面地舖
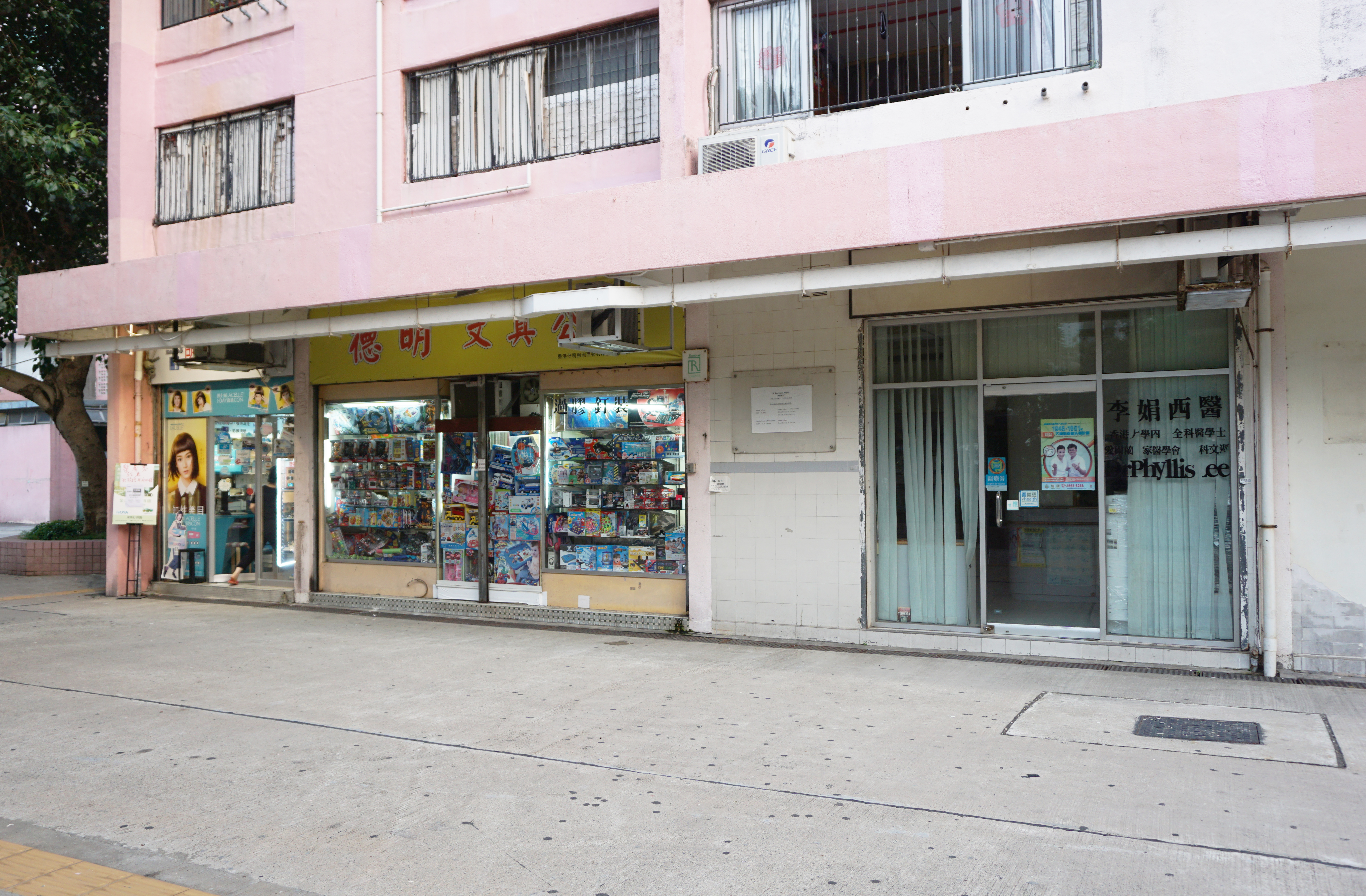
利澤樓東北面地舖

### 街市

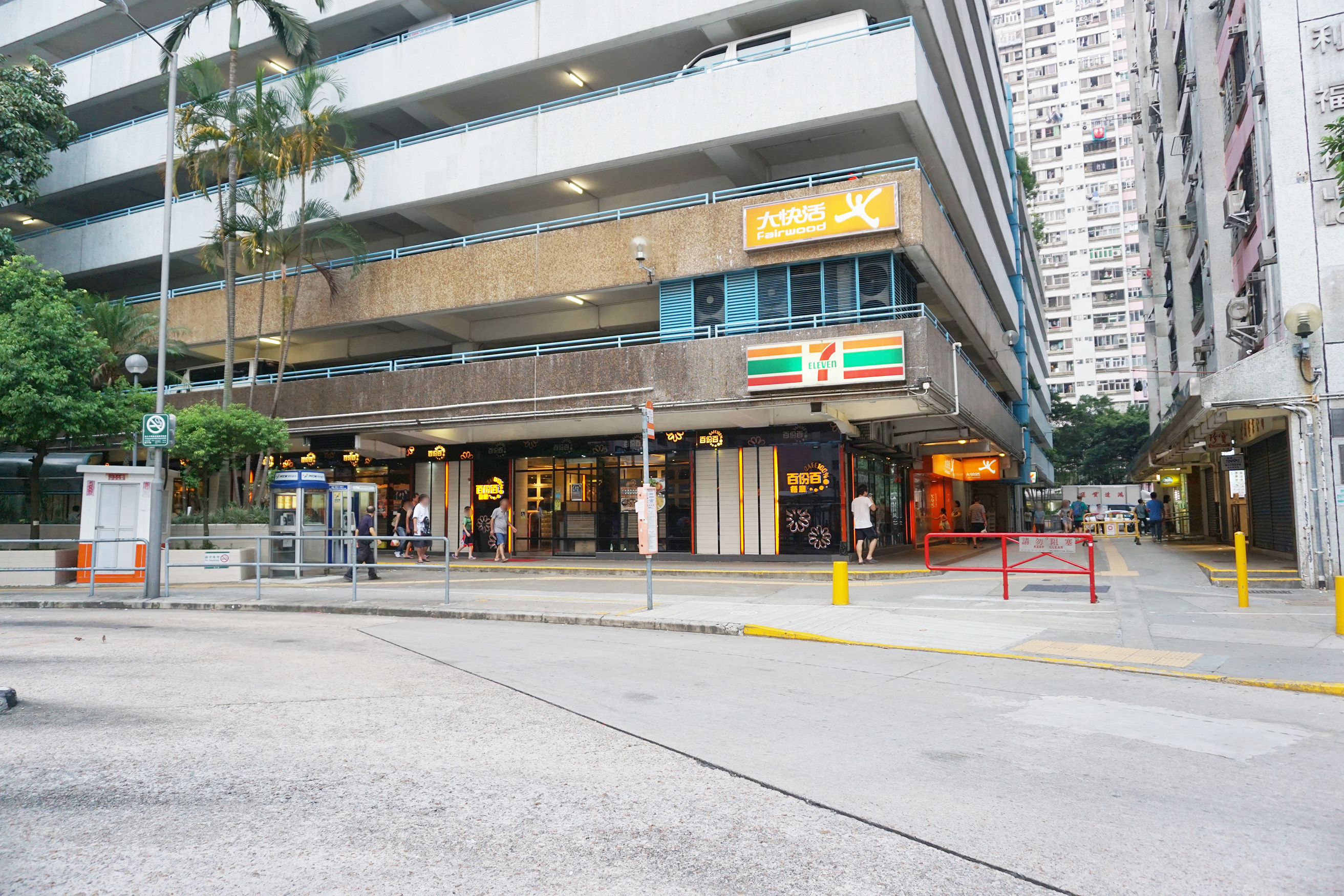
停車場商店（中下）及利福樓商店（右下）

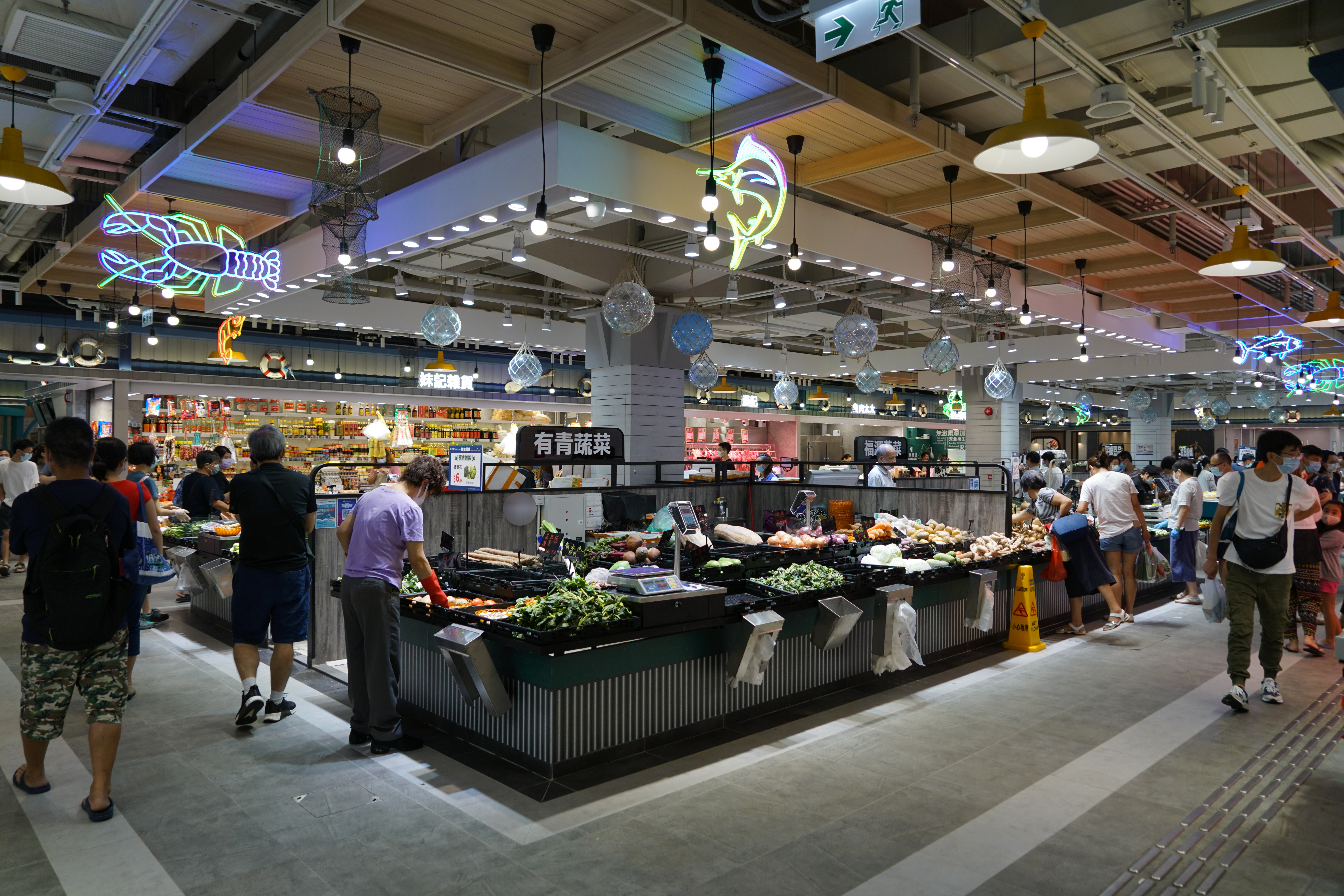
西邨街市蔬菜、糧油雜貨及肉檔

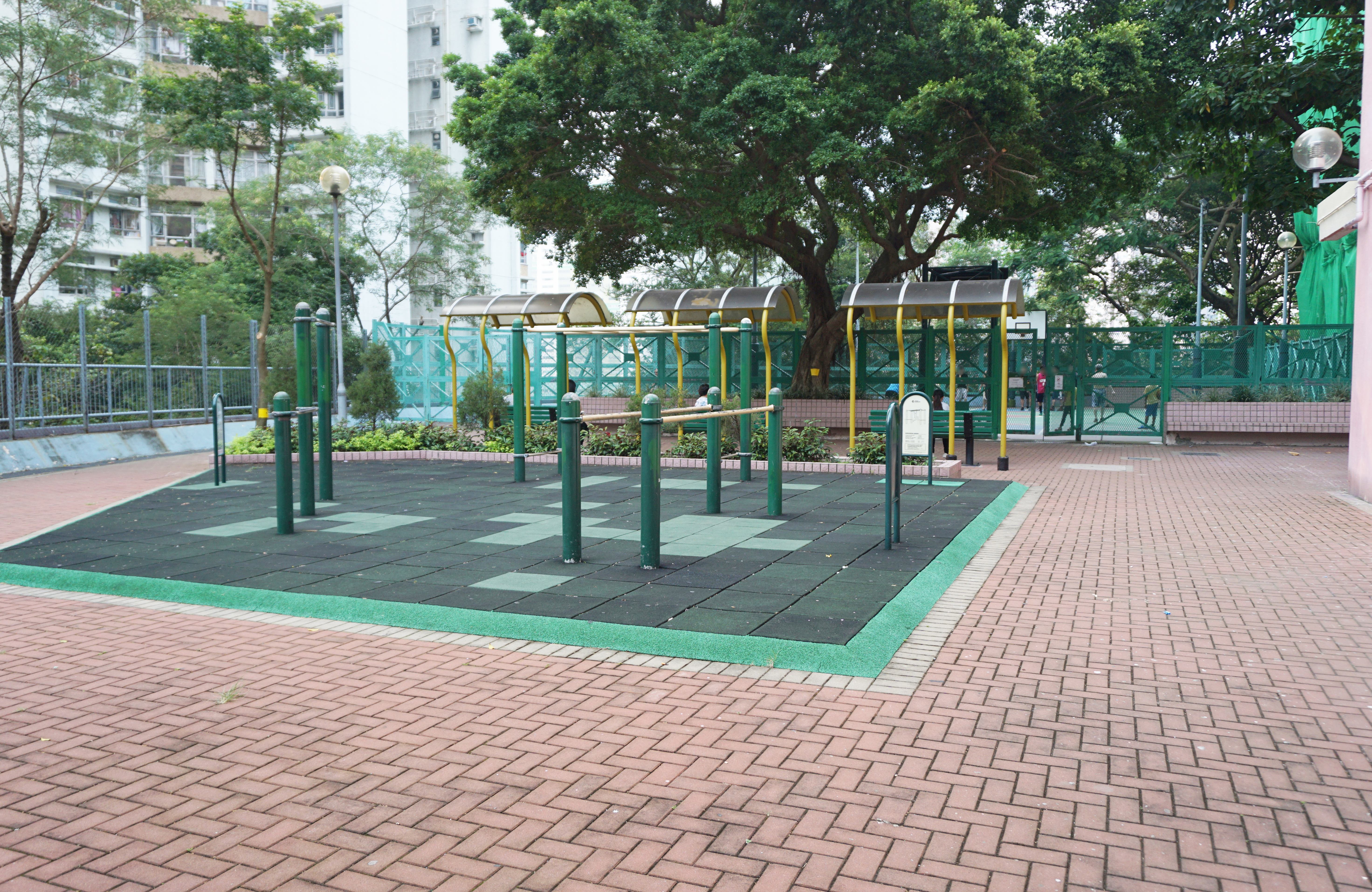
健體區及籃球場

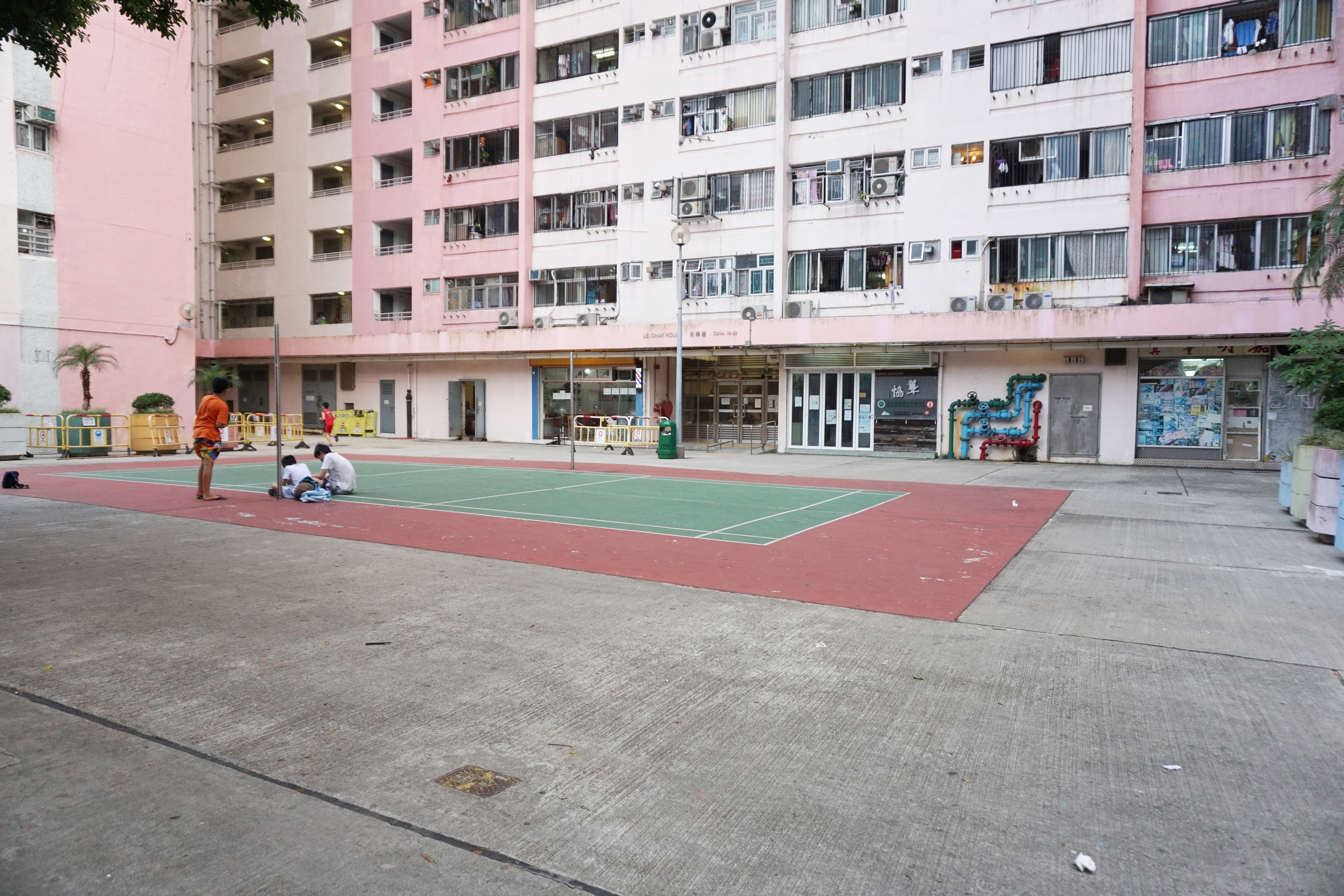
羽毛球場

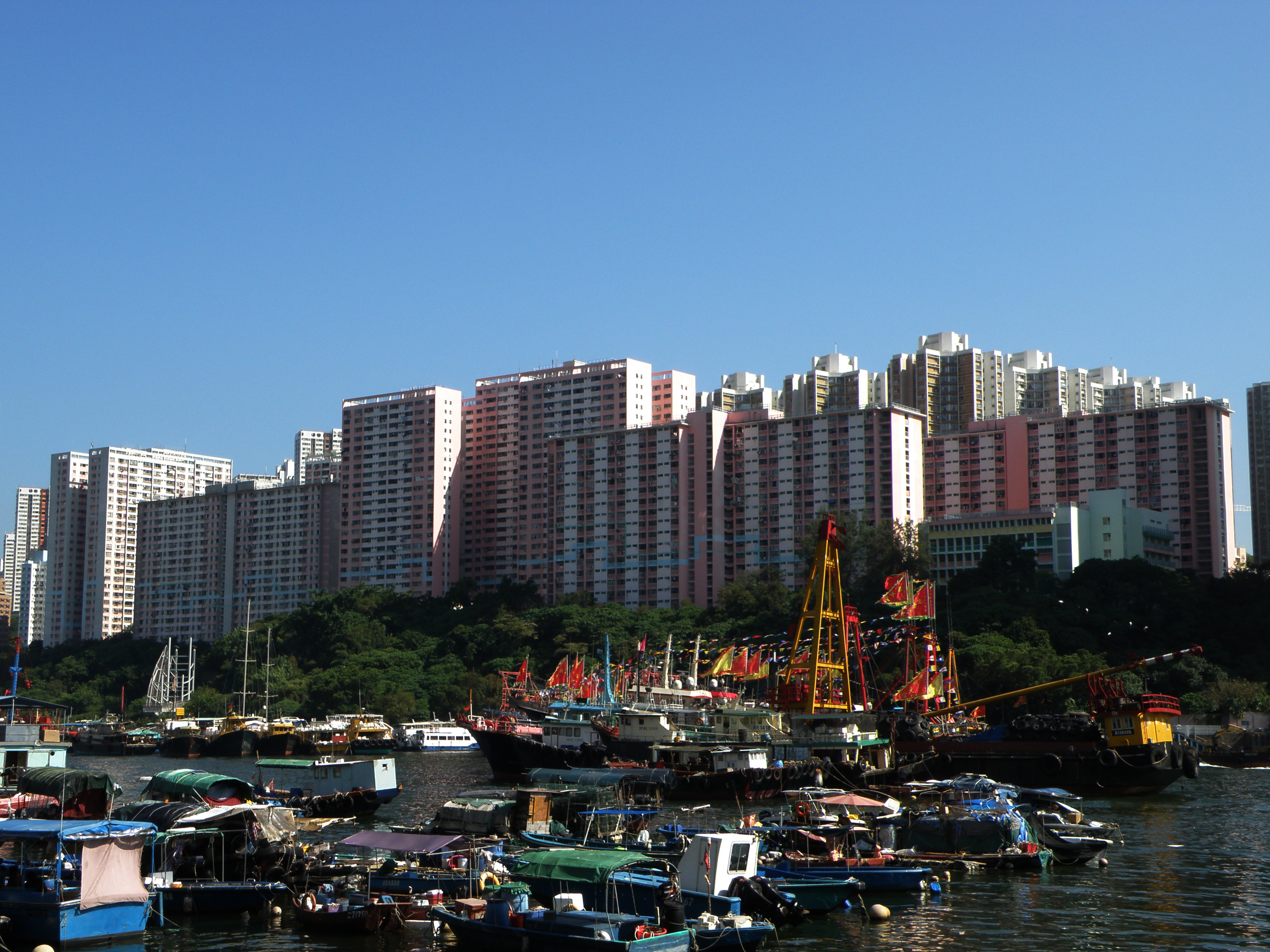
2007年翻油後的鴨脷洲邨

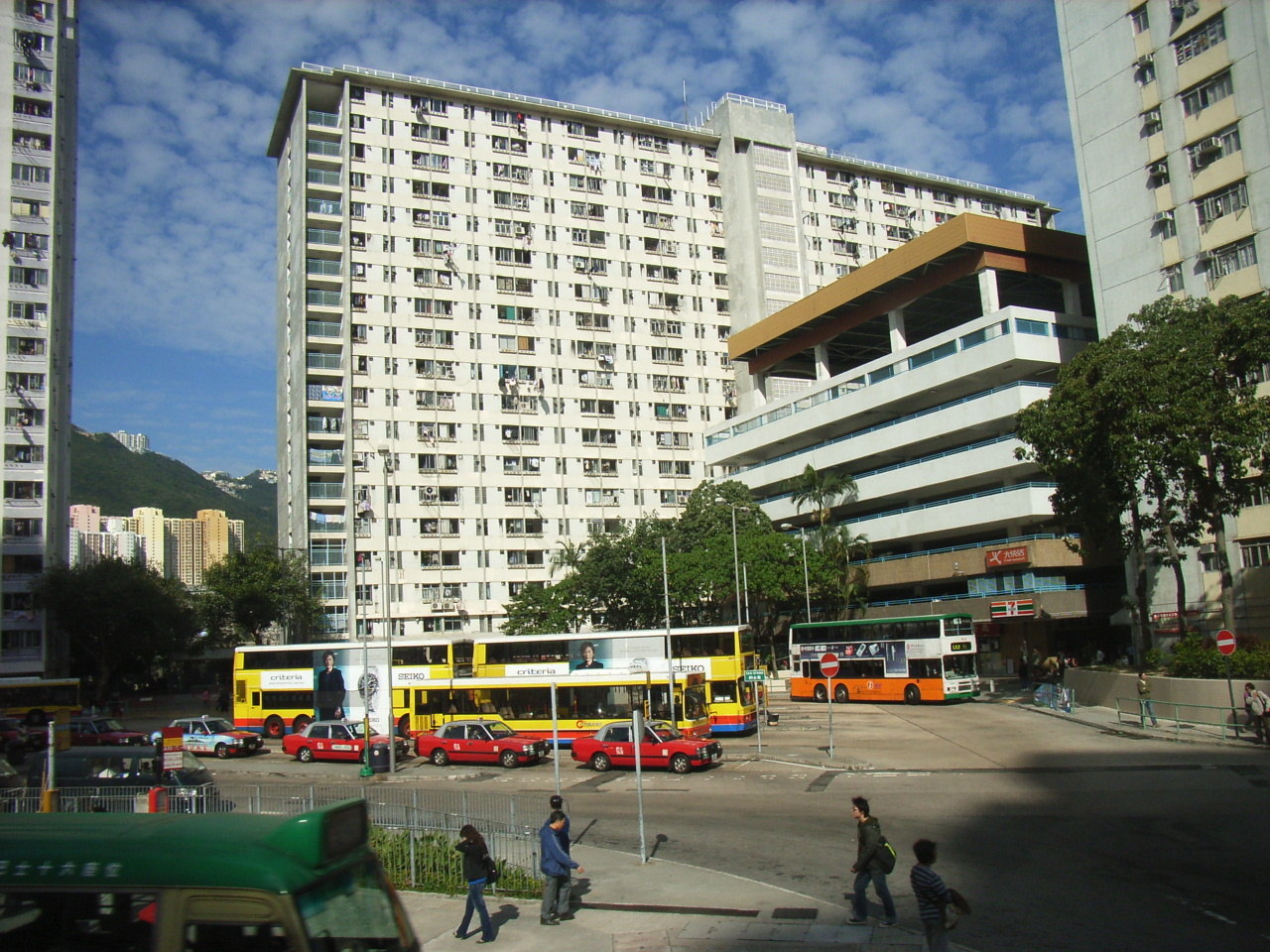
鴨脷洲邨巴士總站及鴨脷洲邨停車場（右後方）

鴨脷洲邨街市（英語：Ap Lei Chau Estate Market）位於鴨脷洲邨利澤樓、利寧樓及利怡樓的中間，於1980年隨著鴨脷洲邨入伙而投入服務，為一棟兩層的建築物，共有約40個檔位，所有檔位均位於地下，主要售賣海鮮、粉麵、蔬菜、水果、肉類、鮮花、裝斾品等民生必須品。而一樓則是前房屋署的辦公室，其後遷出。一樓在翻新之前一直處於丟空的狀態。
因應街市經已使用40多年，街市內的設施也漸漸變得殘舊和不敷使用，而且經歷2018年的超強颱風山竹吹襲後，街市更受到嚴重破壞。於是基滙資本於2019年3月接管鴨脷洲邨街市，並於2019年末關閉街市以進行為期8個月的翻新工程。街市於2020年9月22日完成翻新並重開，翻新後街市改稱為西邨街市（英語：APIER）。翻新後的街市同樣設有兩層並加裝了空調系統。街市下層設有檔口售賣海鮮、粉麵、蔬菜、水果、肉類等食材。此外，街市設有一條美食街售賣輕便小吃，例如撈麵、魚蛋、燒賣等，惟於2025年6月1日起改為24/7 fitness健身中心。街市的一樓則設有 蟹點 餐廳。
翻新後的外貌（2020年9月22日後）：

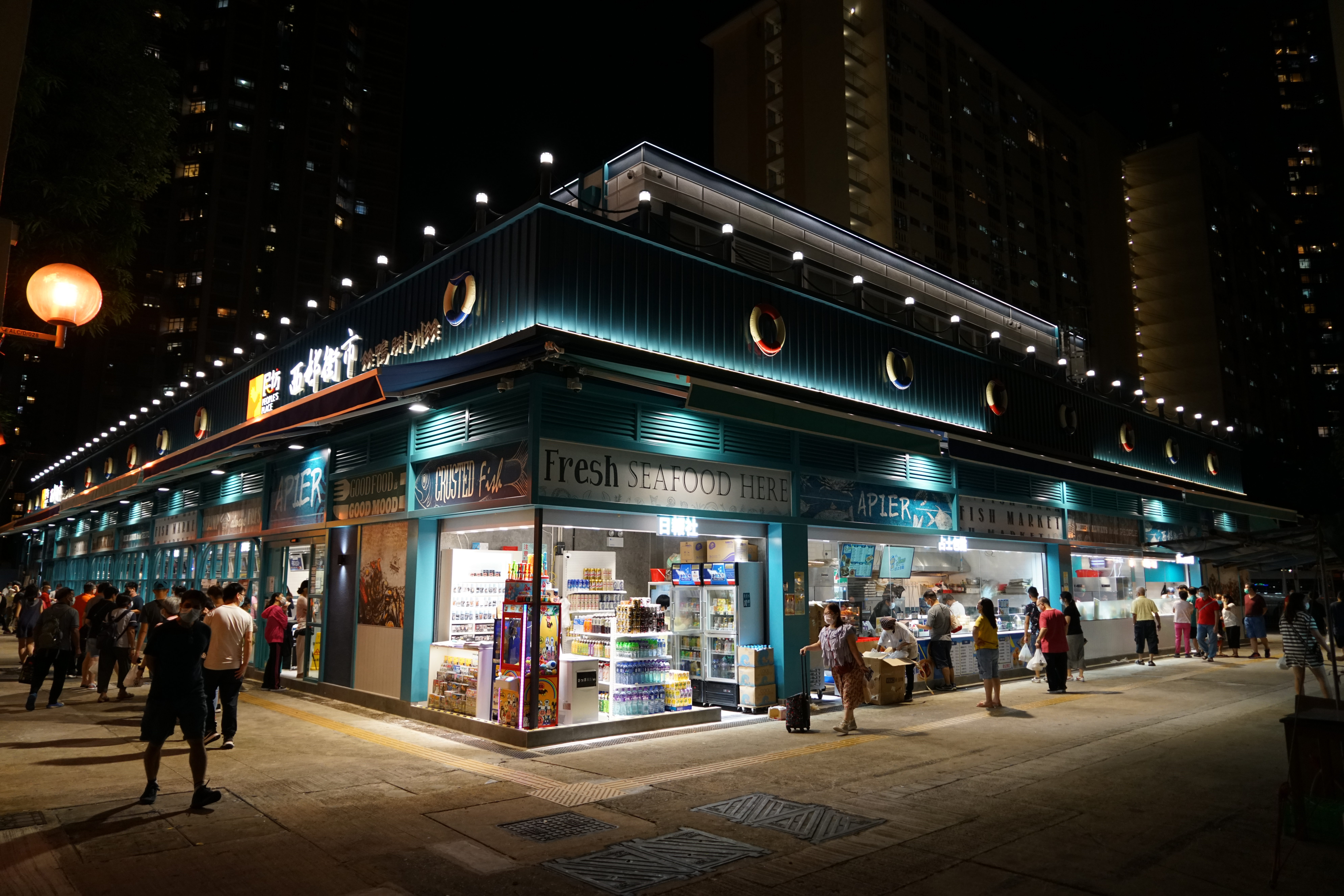
外觀
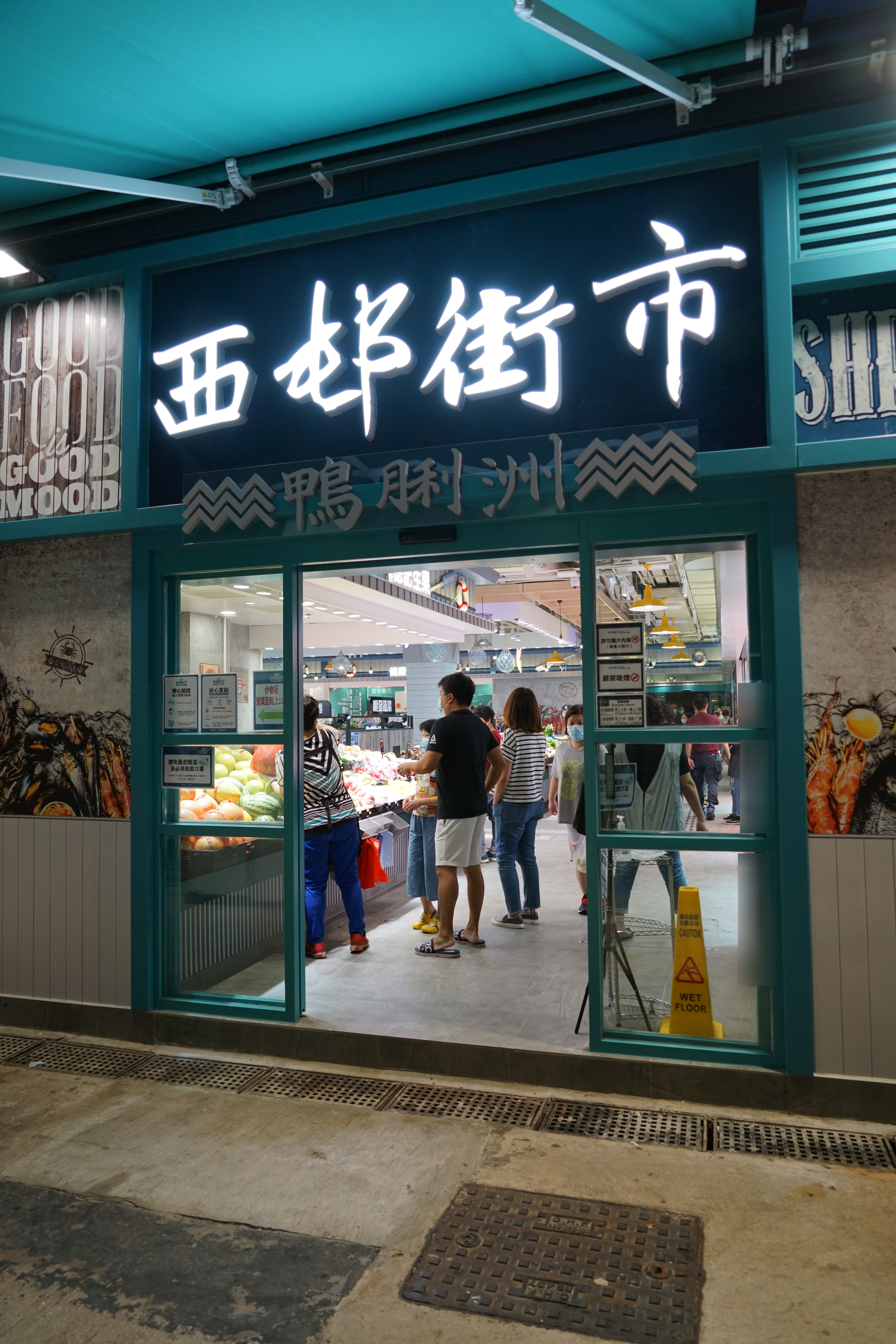
入口及水果檔
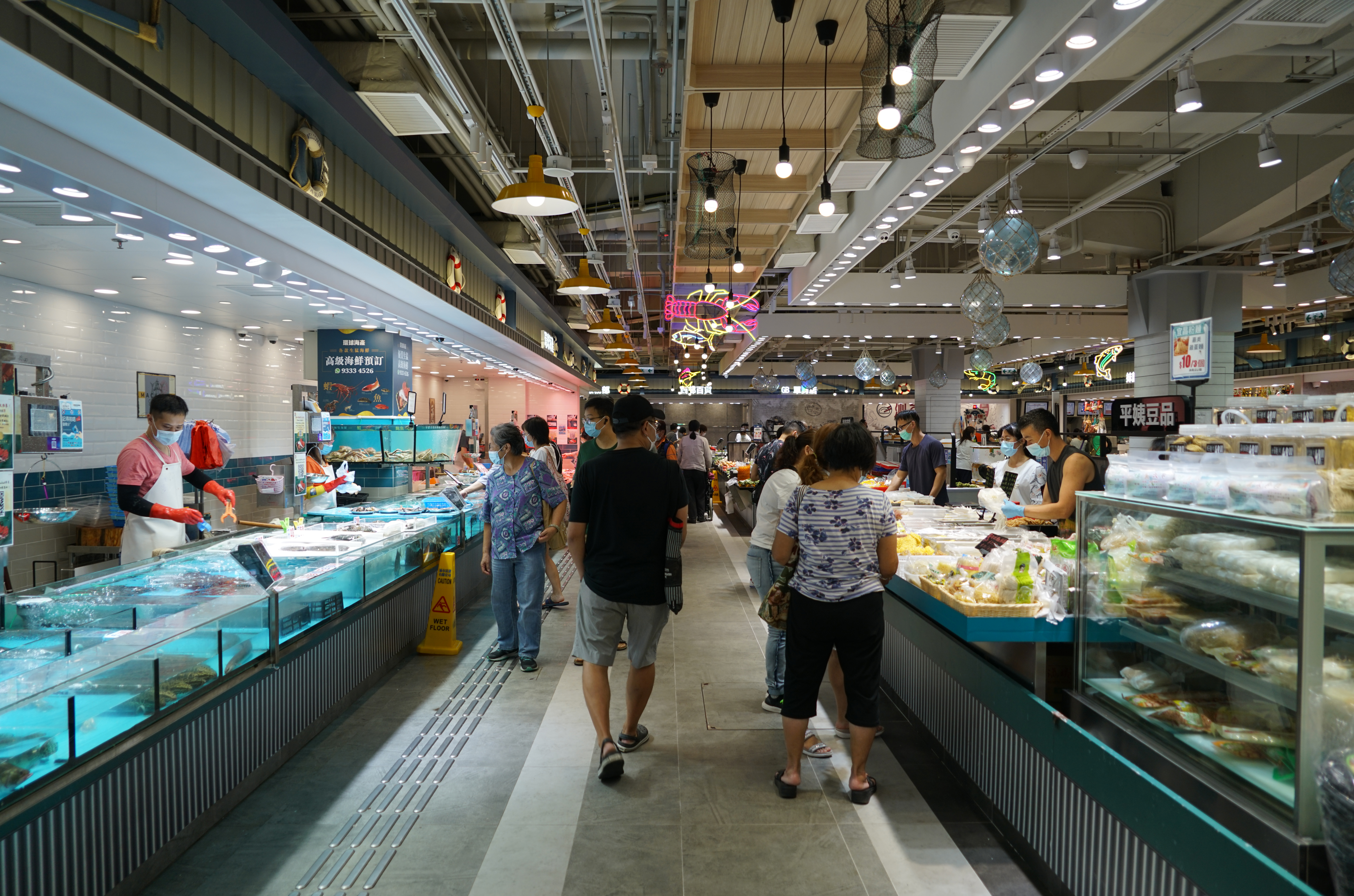
海鮮及芽菜豆腐檔
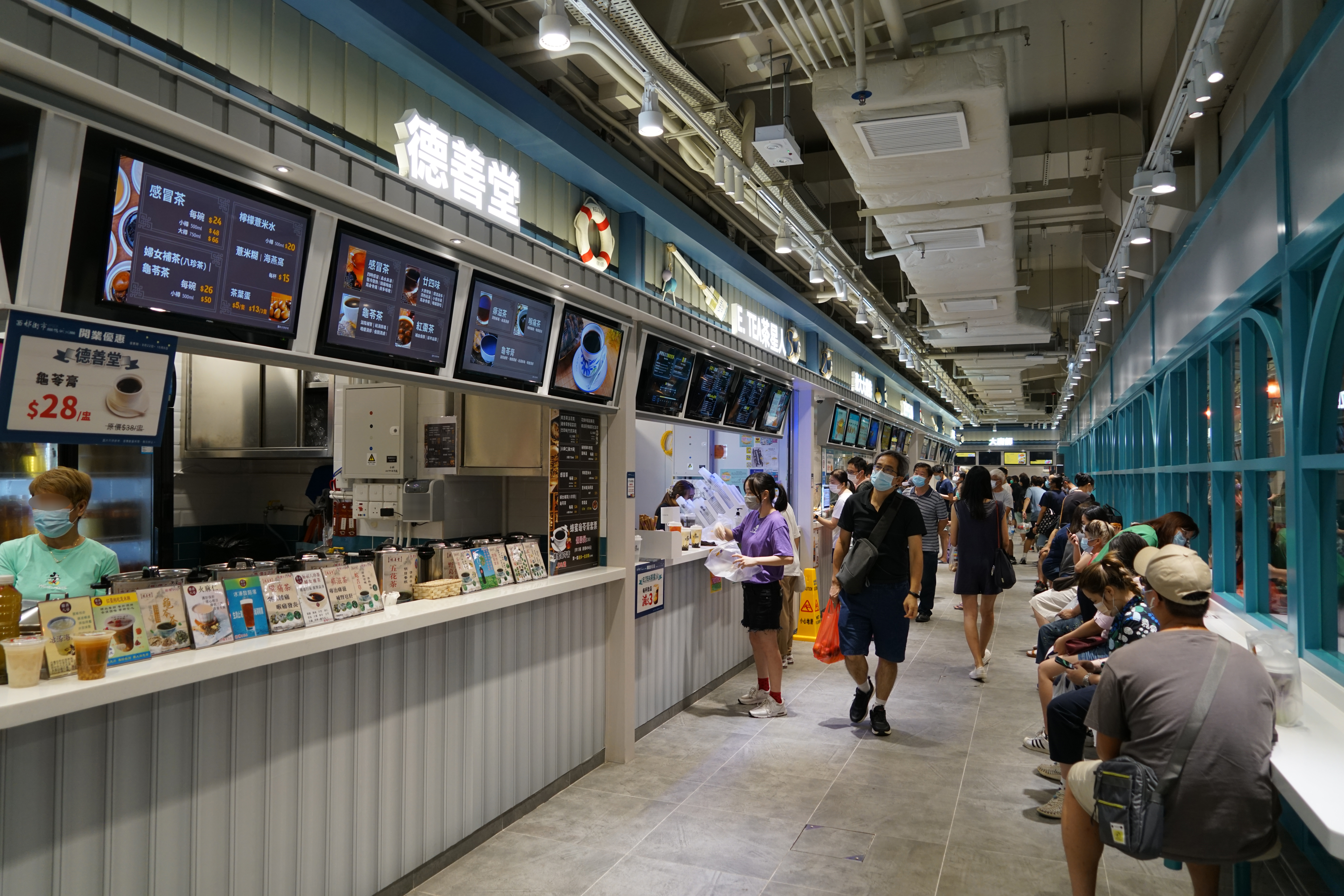
小食街

翻新前的外貌（2020年9月22日前）：

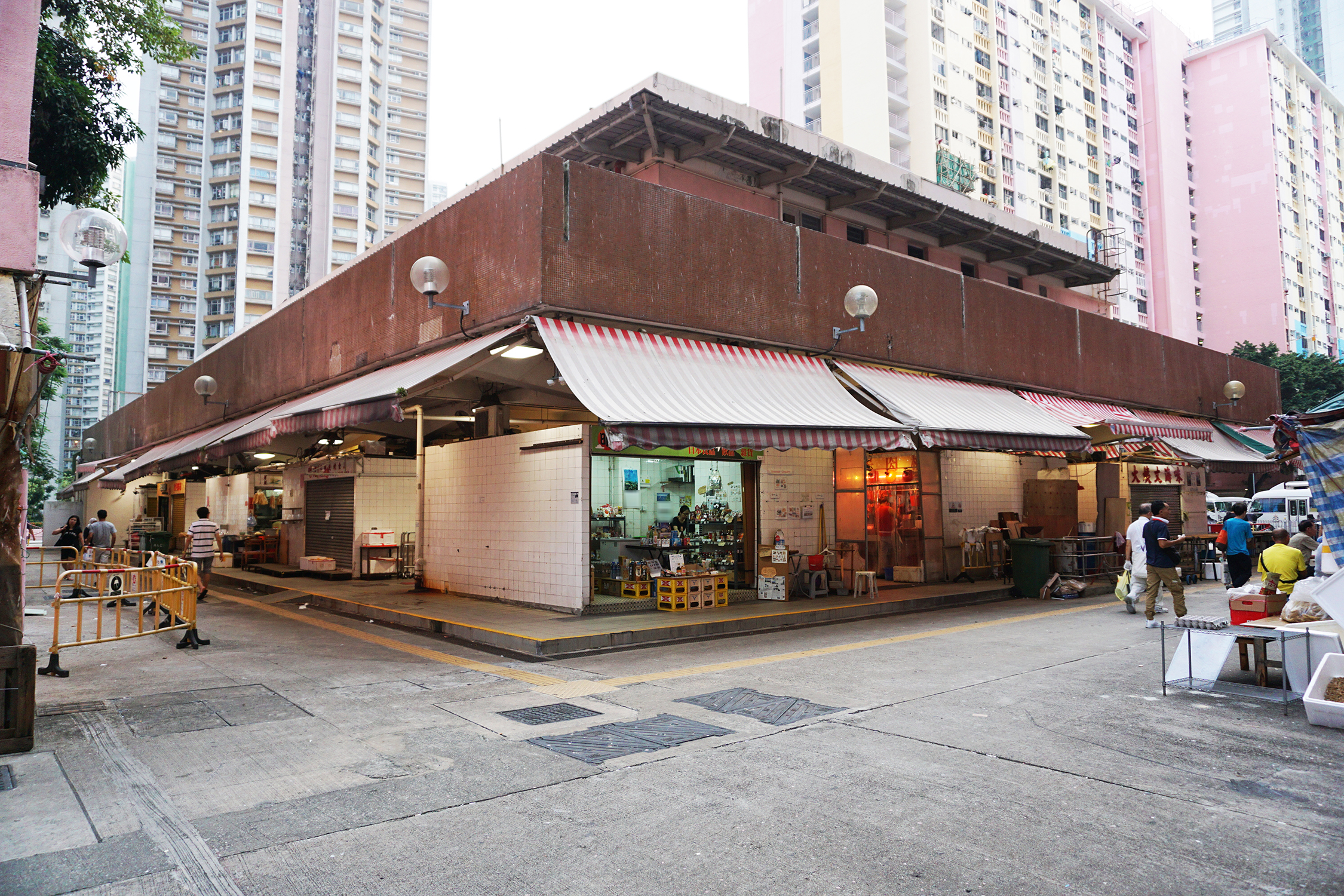
外觀
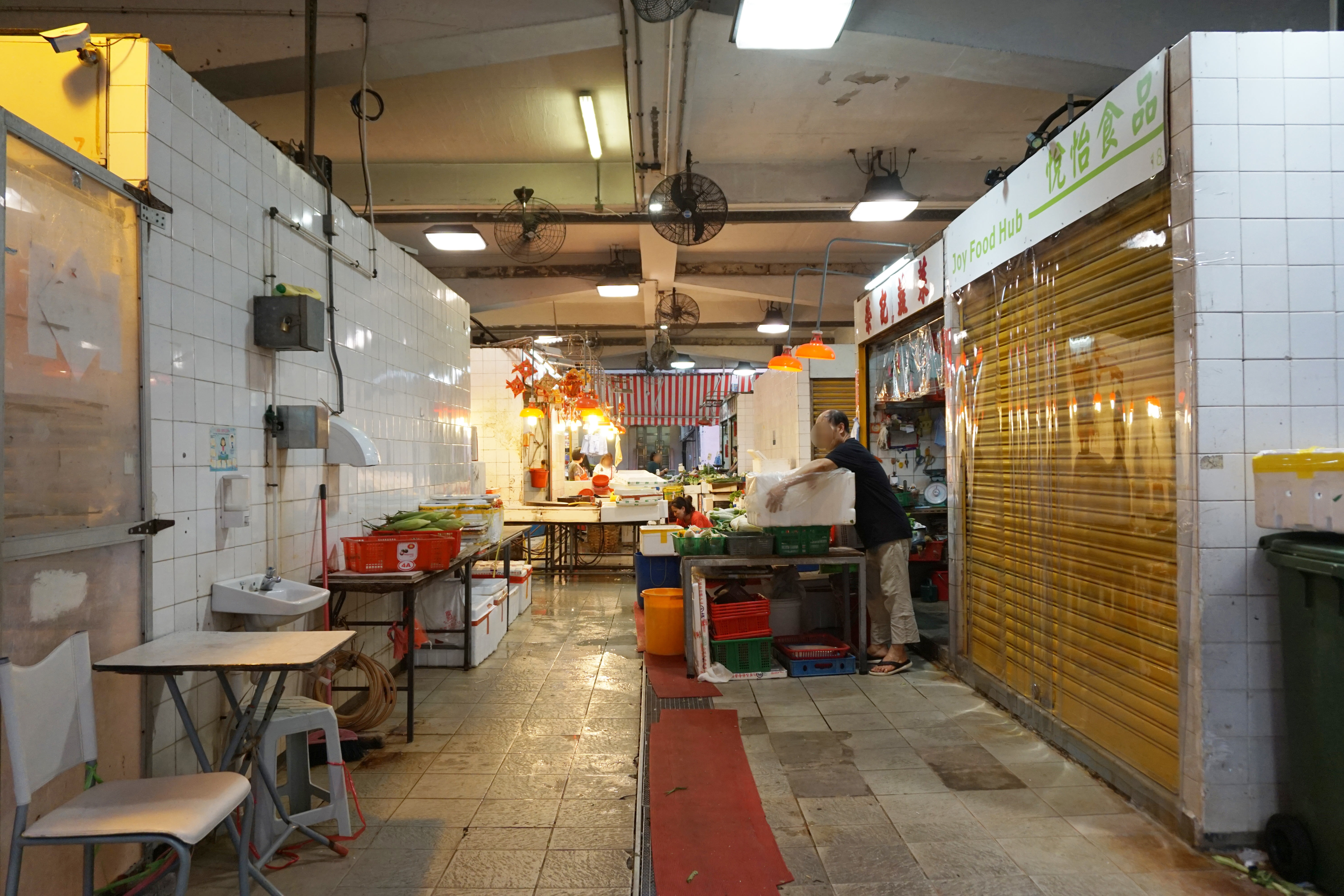
菜檔
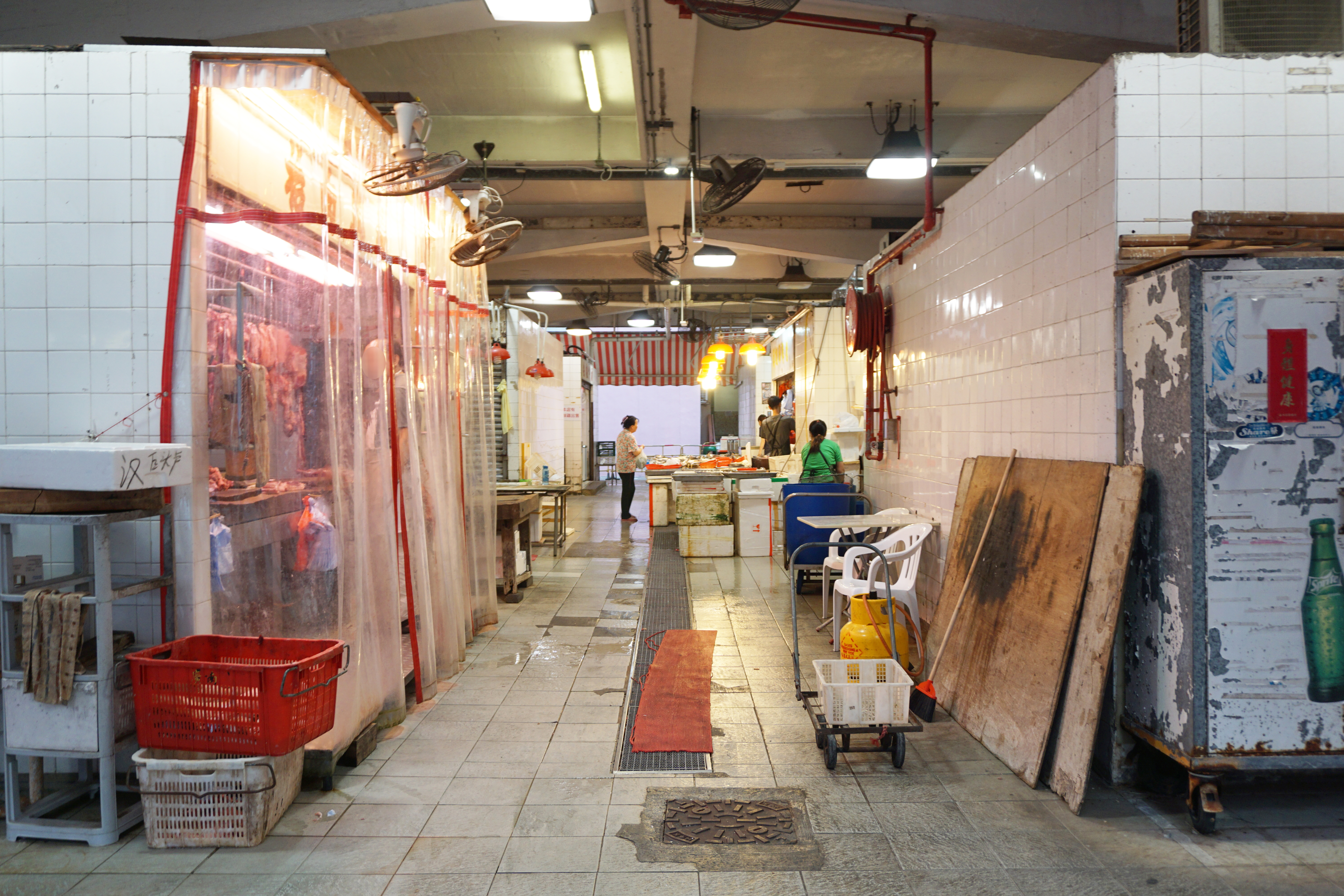
肉檔及魚檔
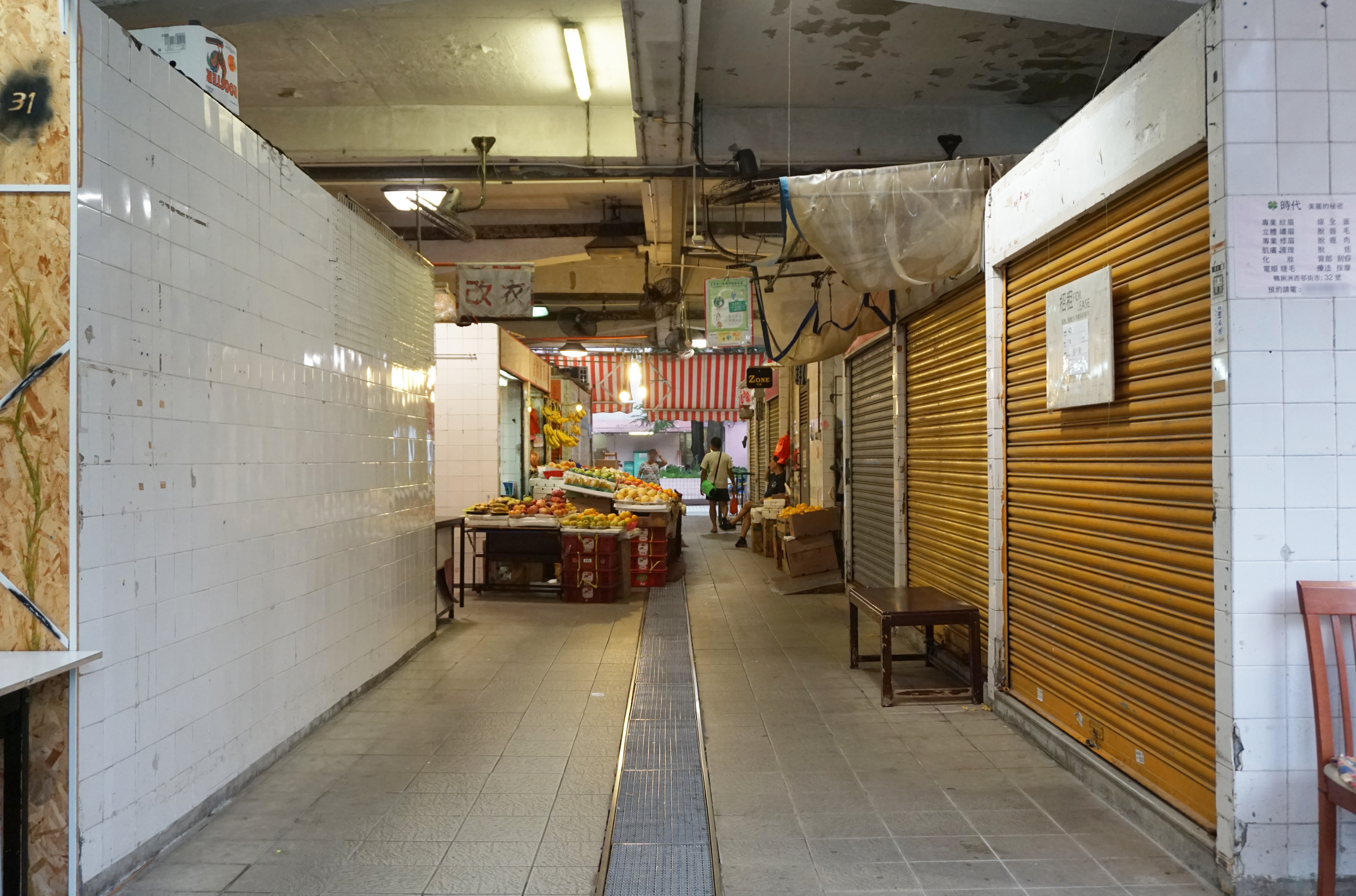
水果檔
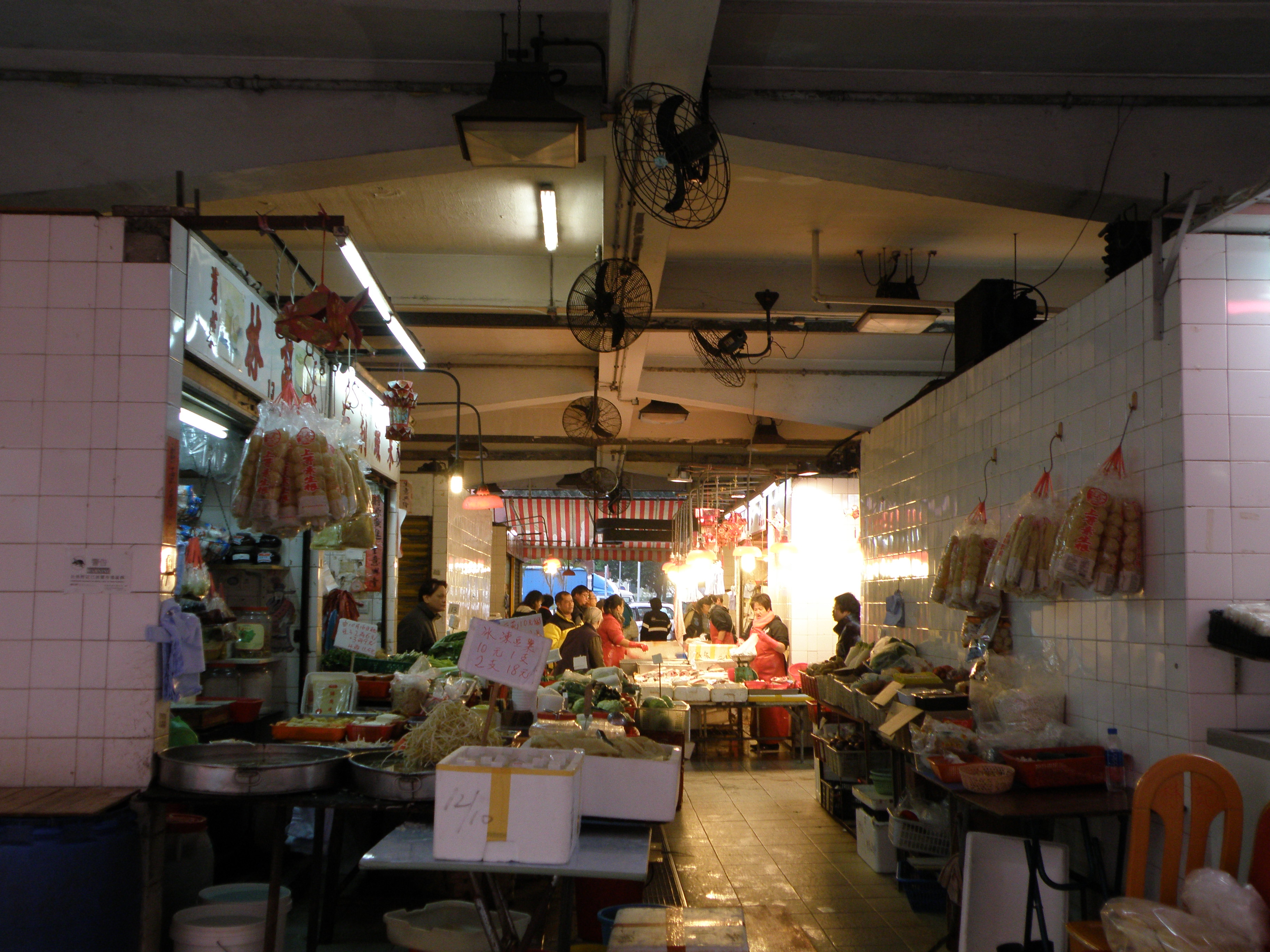
豆腐芽菜檔

### 康樂設施

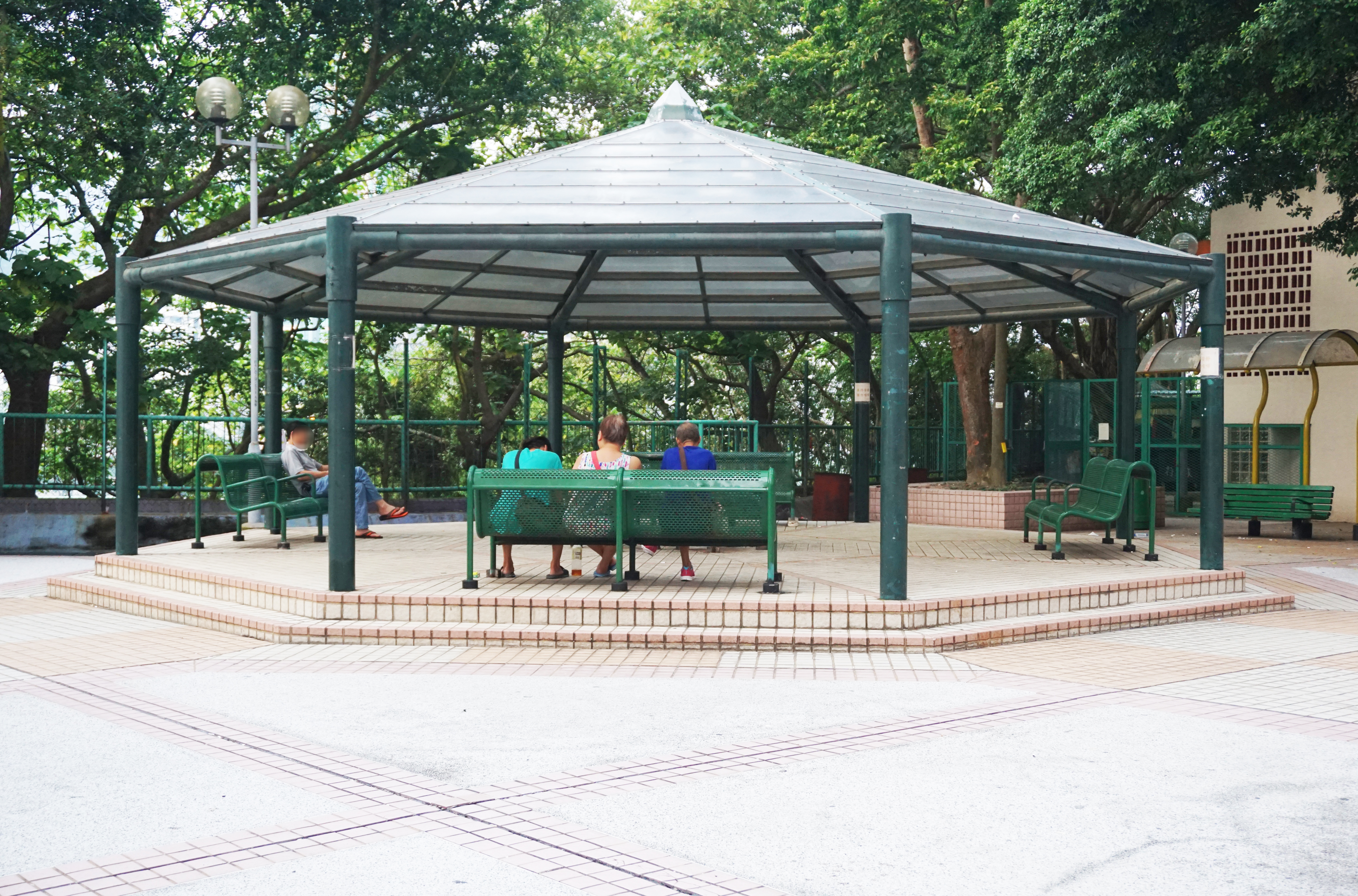
涼亭
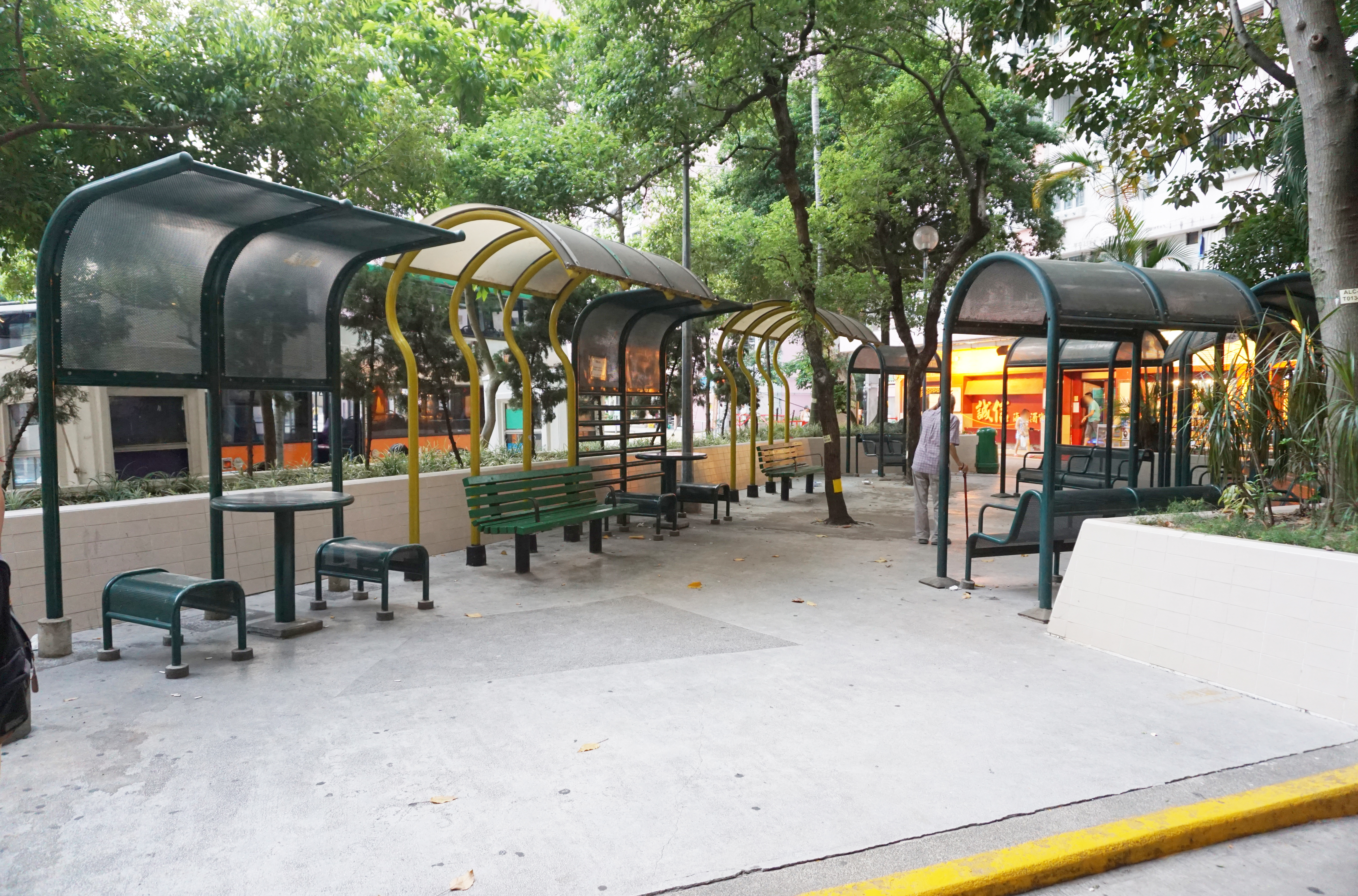
棋藝區
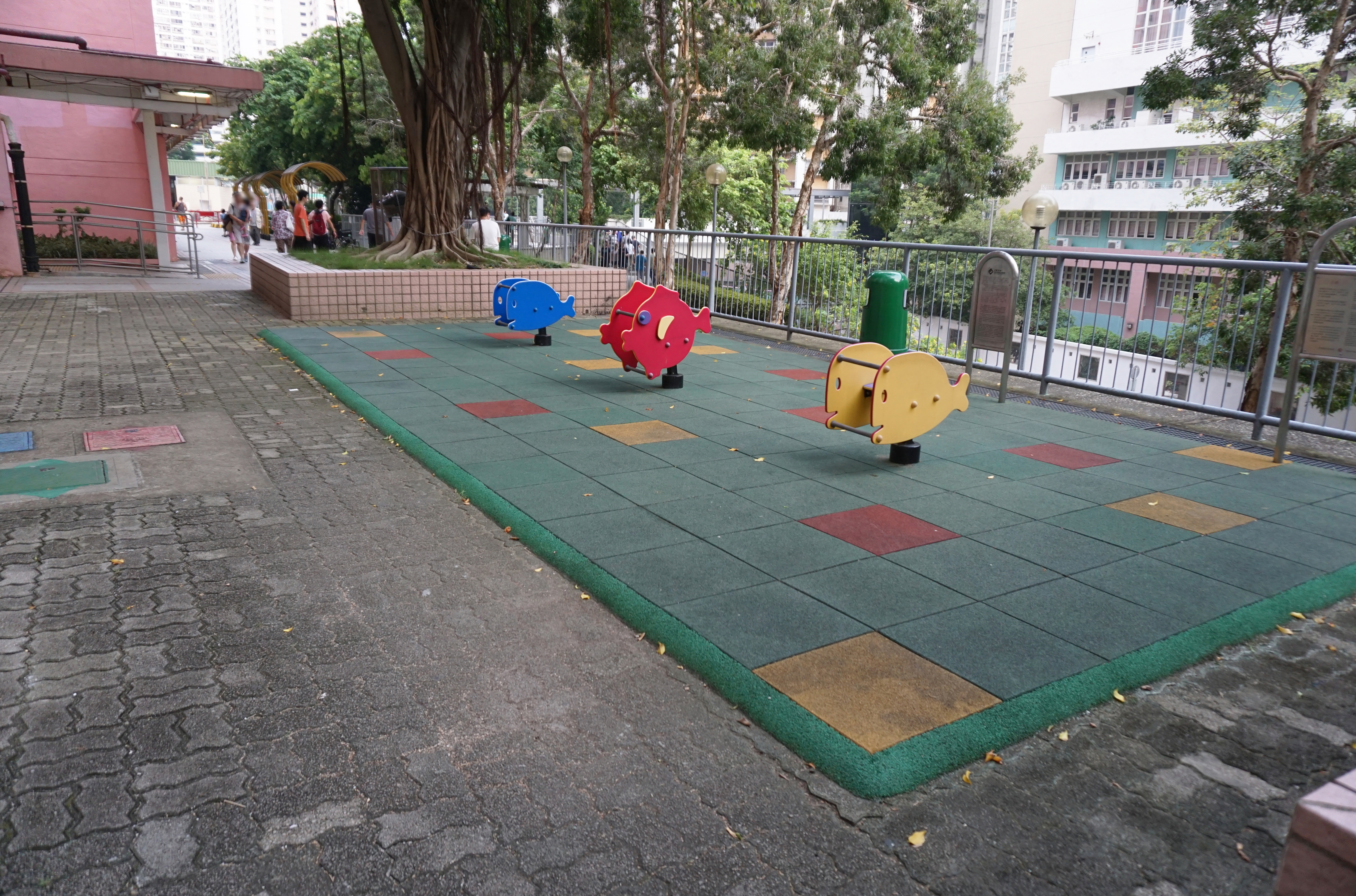
兒童遊樂場
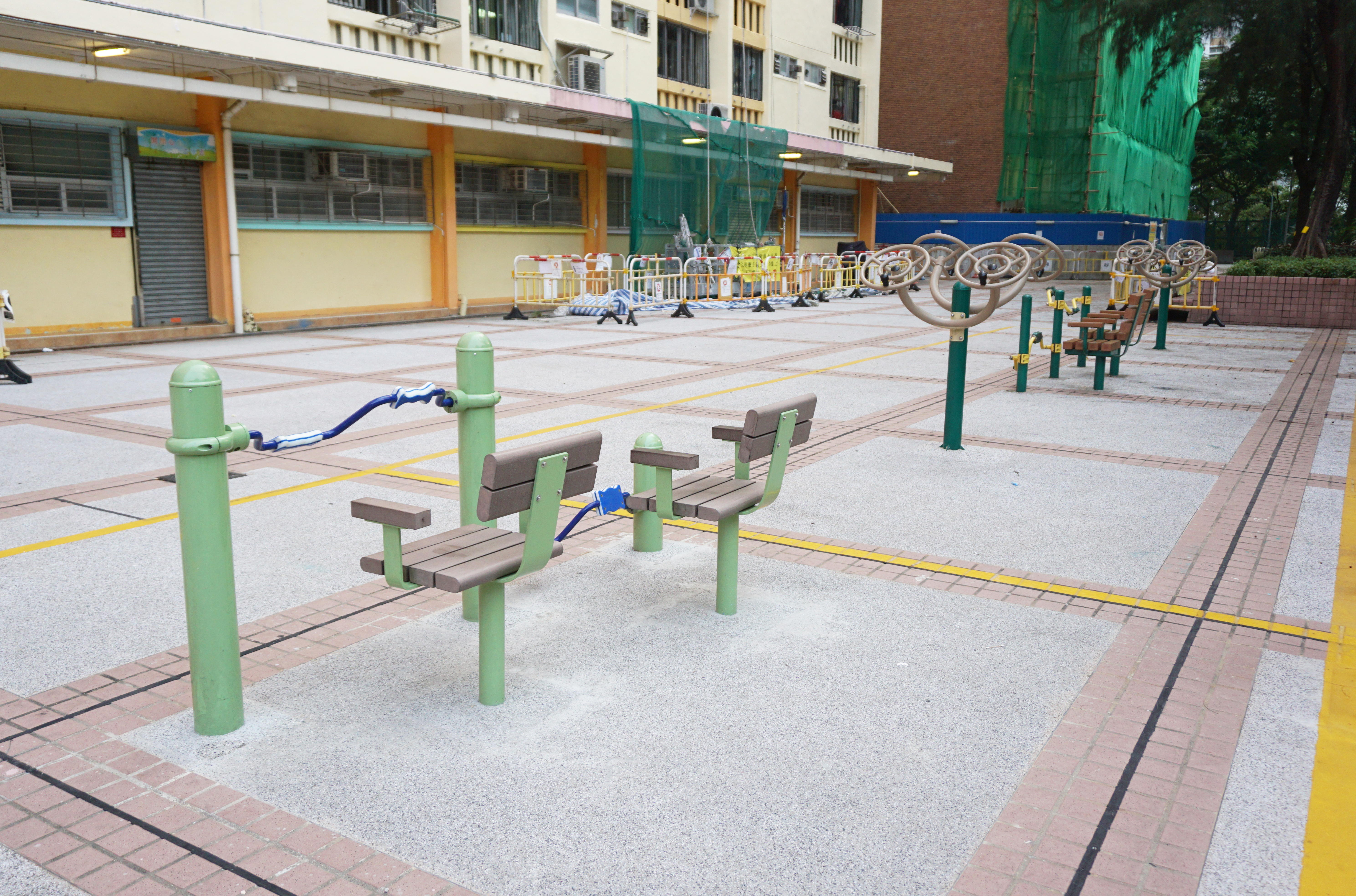
健體區
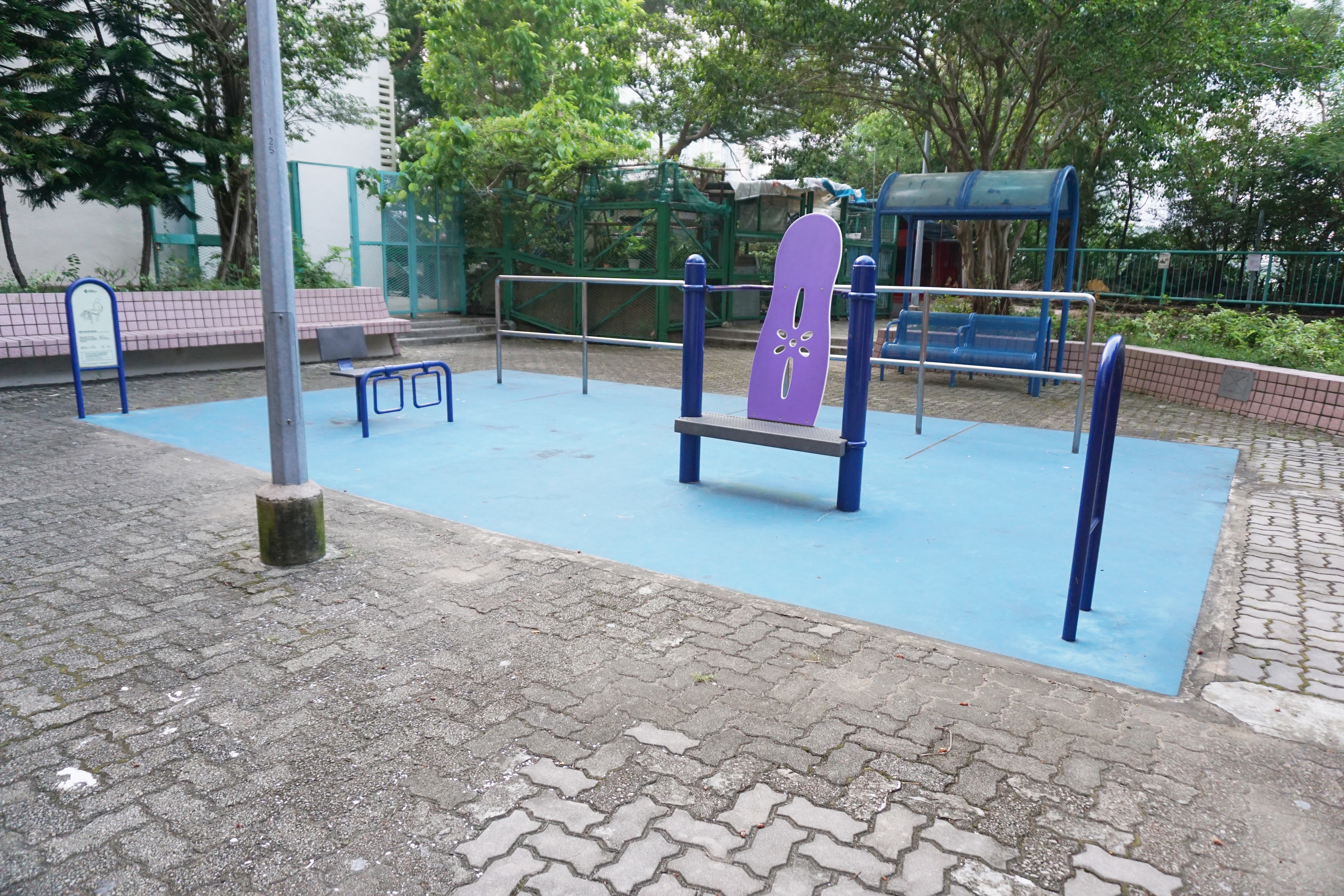
健體區（2）
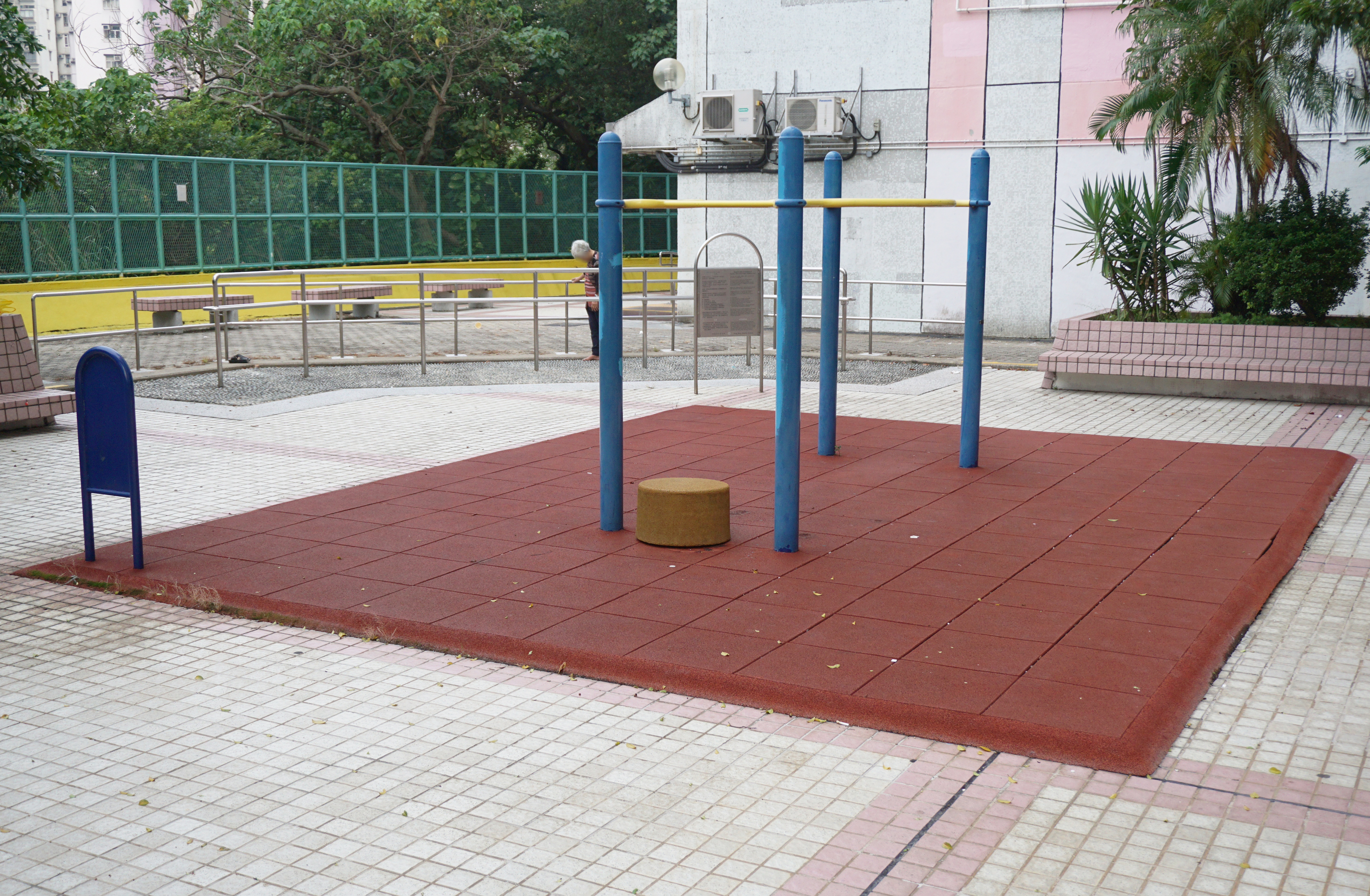
健體區（3）及卵石路步行徑

### 大型維修
1998年粉飾利怡樓、利添樓大廈外牆，以淺粉綠色及深粉綠色為主調。
2007年2月，粉飾全邨（包括已於1998年翻新的利怡樓及利添樓）外牆，以淺粉紅色及深粉紅色為主調。
2007年3月，更換邨內全部大廈大堂的地板。
2017年，粉飾全邨大廈外牆。

## 教育及福利設施

### 幼稚園
- 香港西區婦女福利會鴨脷洲邨幼稚園 （1979年創辦）（位於鴨脷洲西邨利寧樓1-12號地下）
- 嗇色園主辦可仁幼稚園（1982年創辦）（位於鴨脷洲邨利添樓地下21-40號室）

### 長者鄰舍中心
- 基督教宣道會利福長者鄰舍中心 （位於鴨脷洲邨利寧樓地下29號）

## 事件

### 2019冠狀病毒病香港疫情
政府在2022年3月17至18日下午5時起鴨脷洲利怡樓、利福樓(不包括利滿樓)設為「受限區域」，居民需在當晚午夜12時前起接受檢測，翌日中午12時正式完成行動。
政府在2022年3月24日同3月27日下午5時起鴨脷洲利澤樓、利添樓(不包括利怡樓)設為「受限區域」，居民需在當晚午夜12時前起接受檢測，翌日中午12時正式完成行動。
政府在2022年7月21日下午5時起鴨脷洲利滿樓(不包括利福樓)設為「受限區域」，居民需在當晚午夜12時前起接受檢測，翌日上午11時正式完成行動。

## 外部連結
- 房委會物業位置及資料 鴨脷洲邨 （页面存档备份，存于）